# 트리에스테 켈리 던
트리에스트 켈리 던(Trieste Kelly Dunn, 영어 발음: /triːˈɛst/, 1981년 1월 14일 ~ )은 미국의 배우이다.

## 출연 작품
- 인피니티 베이비 (2017)
- 블레임 (2017)
- Applesauce (2015)
- 밴쉬 시즌3 (2015)
- 러브스 허 건 (2014)
- 밴쉬 시즌2 (2014)
- 플라토스 리얼리티 머신 (2013)
- 더 크레이그리스트 킬러 (2011)
- 더 뉴 이어 (2010)
- 베케이션! (2010)
- 콜드 웨더 (2010)
- 플라이트 93 (2006)